# Carl Lundström (Unternehmer)

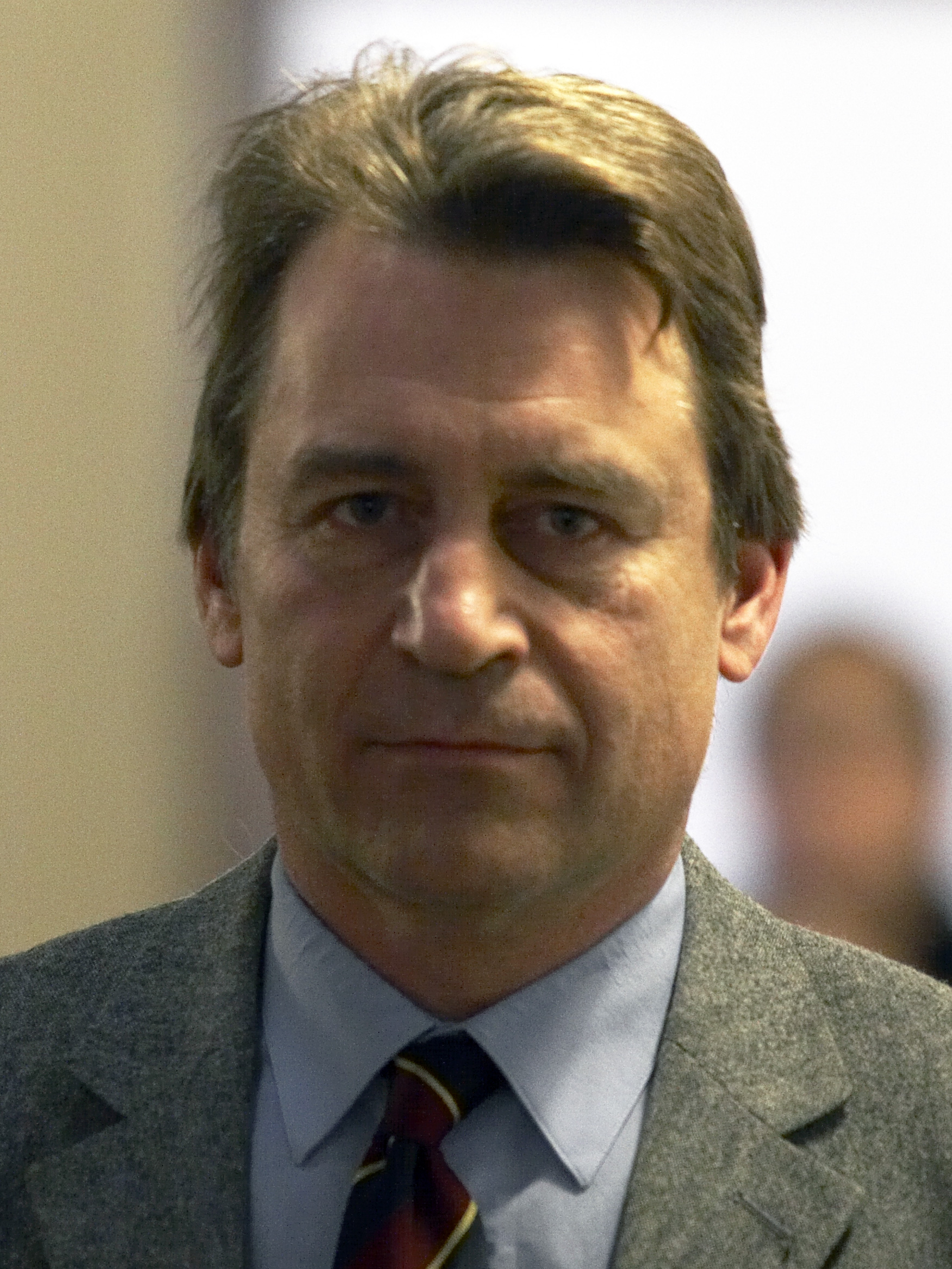
Carl Lundström (2009)

Carl Ulf Sture Lundström (* 13. April 1960 in Filipstad; † 10. März 2025 in der Velika planina, Slowenien) war ein schwedischer Unternehmer, Finanzier und rechtsextremer  politischer Aktivist.
Er war Erbe des Knäckebrot-Imperiums Wasabröd. Lundström gründete 1997 die Telekommunikationsfirma „Rix Telecom“.

## Leben
Carl Lundström war der Sohn von Ulf Lundström und der Enkel von Karl Edvard Lundström, dem Gründer des weltgrößten Knäckebrotherstellers Wasabröd. Als sein Vater 1973 starb, war Carl einer der fünf Erben von Wasabröd. Im Jahr 1982 wurde Wasabröd an das Schweizer Pharmaunternehmen Sandoz verkauft. Jeder der fünf Erben erhielt 77 Millionen Kronen.
Lundström gründete und finanzierte eine Reihe von Unternehmen, vor allem den schwedischen Telekommunikations-, Internet- und Colocation-Anbieter Rix Telecom.

## Unterstützung der politischen Rechten
Carl Lundström unterstützte mehrere rechtspopulistische oder rechtsextreme Splitterparteien und Bewegungen in Schweden, beispielsweise die Sverigedemokraterna, die Nationaldemokraterna, die Framstegspartiet und die Bewegung „Bevara Sverige Svenskt“ („Schweden soll schwedisch bleiben“).

## The Pirate Bay
Im April 2007 gab er in der schwedischen Talkshow „Bert“ seine Unterstützung für The Pirate Bay bekannt.
Für die finanzielle bzw. technische Unterstützung wurde er am 17. April 2009 erstinstanzlich zu einem Jahr Haft und 905.000 US-Dollar Schadensersatz verurteilt. Zusammen mit den anderen Angeklagten legte er gegen das Urteil Berufung ein, unter anderem wegen angeblicher Befangenheit des zuständigen Richters.
Im November 2010 wurde das Urteil durch das Oberlandesgericht Svea hovrätt bestätigt, dabei die Schadensersatzzahlungen erhöht und die Haftstrafe auf vier Monate reduziert. Am 1. Februar 2012 wurde der Widerspruch von dem obersten Gerichtshof Schwedens abgelehnt.

## Unfalltod
Am 10. März 2025 flog er mit einer Mooney M20R Ovation 2 GX  von Zagreb Richtung St. Moritz in der Schweiz. Gegen Mittag stürzte die Maschine bei sehr schlechten Wetterverhältnissen in der Velika planina in Slowenien ab; Lundström kam dabei ums Leben.